# 建造業議會 (香港)
建造業議會（英語：Construction Industry Council，簡稱CIC）按香港法例第587章《建造業議會條例》，於2007年2月1日成立。議會的主要職能是就長遠的策略性事宜與業界達成共識、向政府反映建造業的需要及期許，並為政府提供溝通渠道，取得與建造業所有相關事項的意見。為推動整個行業進行改善，議會獲授權制定操守守則、管理註冊及評級計劃、督導前沿研究和人力發展、促進業界採用建造業標準、推廣良好作業方式和制訂表現指標。
建造業議會的願景是團結香港建造業，精益求精，為加強香港建造業的可持續發展提供一個溝通平台，強化健康及安全意識，提升技能發展，力求不斷改善。

## 歷史
香港行政長官在2000年4月委派是由唐英年先生出任主席的建造業檢討委員會（建檢會）全面檢討建造業當時的情況，以及提出改善措施。建檢會完成檢討工作後，在2001年1月向行政長官提交一份名為《建業圖新》的報告書。報告書就建造業各個範疇提出109項改善措施，以期提高業界的質素和成本效益。
報告書其中一項主要意見是，儘管建造業是本港經濟的主要支柱之一，但業內界別各自為政，壁壘分明，妨礙行業的長遠發展。報告書總結，應成立一個涵蓋各主要界別的法定業界統籌機構，以求在市場主導的環境下建立自我規管的文化。
臨時建造業統籌委員會（臨時建統會）在2001年9月成立，旨在倡導業界進行改革，以及為盡早成立法定業界統籌機構作出準備。為達成建立業界統籌機構的目的，《建造業議會條例草案》在2004年2月首度提交立法會，並於2006年5月24日通過，成為《建造業議會條例》。建造業議會隨後在2007年2月1日成立，以接管臨時建統會的工作。
建造業議會與建造業訓練局於2008年1月1日合併，在議會之下成立建造業訓練委員會，處理目前由建造業訓練局負責的培訓及工藝測試職能。建造業訓練局在2005年2月獲建造業工人註冊管理局委任為《建造業工人註冊條例》的註冊主任，合併後建造業議會成為了註冊主任，並繼續運作五間工人註冊辦事處。
建造業議會與建造業工人註冊管理局於2013年1月1日合併，在議會之下成立建造業工人註冊委員會，進一步統一執行和管理建造業工人培訓及註冊的工作。
2016年2月29日土地註冊處資料顯示， 建造業議會以3.1億元向億京發展購入觀塘駿業街52至56號中海日升中心38樓及39樓A至C室連3個車位，涉及樓面20,854呎，呎價逾1.48萬元，為項目呎價新高。建造業議會已於2016年11月21日遷入觀塘新址。
建造業議會於2016年9月成立建造業運動及義工計劃（CISVP），旨在在建造業從業員當中提倡健康的生活方式和關懷文化。
位於九龍灣的建造業議會建造業資訊中心將於2017年4月改建為建造業創新及科技應用中心，並在同年下半年投入服務。屆時中心會為建造業界提供平台，引進創新科技，提升生產力。
2018年，香港建造學院成立，以接管原建造業議會訓練學院及建造業訓練局的工作。

## 議會成員
建造業議會（議會）於2007年2月1日成立，由一位主席及24名成員組成，成員來自代表業內各界別的人士，包括聘用人、專業人士、學者、承建商、工人、獨立人士和政府官員：
主席
- 何安誠工程師 太平紳士

委員
- 陳志超 工程師 - 前渠務署署長
- 陳劍光 先生 - 香港建造業分包商聯會主席
- 陳八根 先生 - 建築地盤職工總會理事長
- 鍾國輝 教授工程師 - 香港理工大學土木及環境工程學系教授兼副系主任（學術發展）
- 符展成 先生 - 梁黃顧建築師（香港）事務所有限公司董事
- 馮宜萱 建築師 - 房屋署前副署長（發展及建築）
- 何國鈞 測量師 - 達置行建築工料測量事務所董事總經理
- 林健榮 測量師 - 德材建築工程有限公司主席
- 李秀琼 女士 - 香港機電業工會聯合會副主席
- 梁永基 工程師 - 香港機場管理局工程及科技執行總監
- 李達偉 先生 - 香港建造業總工會副財務主任
- 羅康錦 教授工程師 - 香港科技大學土木及環境工程學系講座教授兼系主任
- 巫幹輝 工程師
- 潘樹杰 工程師 - 中國海外集團有限公司安全總監及綜合業務部總經理
- 彭一邦 博士工程師 - 亞洲聯合基建控股有限公司行政總裁
- 潘樂祺 工程師 - 香港機電工程商聯會會長
- 黃顯榮 先生 - 絲路國際資本有限公司董事總經理
- 黃健維 工程師 - 香港鐵路有限公司總經理-工程項目
- 黃若蘭 女士 - 太古地產有限公司總經理-工程項目（香港及東南亞）
- 余世欽 工程師
- 余錫萬 工程師 - 科正建築有限公司董事總經理
- 發展局常任秘書長（工務）
- 房屋局常任秘書長
- 屋宇署署長

## 委員會
- 執行委員會
- 建造安全專責委員會
- 環境專責委員會
- 建造採購專責委員會
- 生產力專責委員會
- 建築信息模擬專責委員會
- 註冊專門行業承造商制度專責委員會
- 處理反對事宜委員會
- 審核專責委員會
- 建造業創新及科技基金管理委員會
- 建造業訓練委員會
- 建造業工人註冊委員會
- 建造業運動及義工計劃委員會

## 中心地點
建造業議會總辦事處
建造業創新及科技應用中心
建造業零碳天地
服務中心
- 建造業議會服務中心（九龍灣）
- 建造業議會服務中心（南昌）
- 建造業議會服務中心（青衣）

香港建造業工藝測試中心
香港建造學院
- 九龍灣院校
- 上水院校
- 葵涌院校

訓練場
- 偉樂街訓練場
- 屯門訓練場
- 兆麟街訓練場
- 元崗訓練場
- 通州街訓練場
- 黃龍坑訓練場
- 大埔訓練場
- 天月路訓練場
- 達美路訓練場

## 另見
- 僱員再培訓局
- 製衣業訓練局
- 建造業訓練委員會
- 職業訓練局

## 註腳
1. ↑  《建造業議會條例》
2. ↑  建造業議會任命公布[永久]
3. ↑  「建造業議會」與「建造業工人註冊管理局」合併 的存檔，存档日期2016-04-29.
4. ↑  建造業議會Facebook專頁：搬遷啟示
5. ↑  .   [2017-02-02]. （原始内容存档于2021-03-01）.
6. ↑  .   [2021-07-31]. （原始内容存档于2021-07-31）.

## 外部連結
- 建造業議會 （页面存档备份，存于）
  - 建造業運動及義工計劃 （页面存档备份，存于）